# Несар Ахмад Бахаве
Несар Ахмад Бахаве (27 березня 1984, у провінції Капіса) — афганський тхеквондист. Він завоював срібну медаль у легкій ваговій категорії (72 кг) на чемпіонаті світу з тхеквондо 2007 року, перемігши у півфіналі олімпійського чемпіона 2004 року Хаді Саї.
Несар виграв бронзову медаль у легкій ваговій категорії на Азійських іграх 2006 року, а також представляв Афганістан у категорії до 68 кг на Олімпійських іграх у Пекіні, де він був прапороносцем на церемонії відкриття. Несар виграв золоту медаль на Азійських іграх бойових мистецтв 2009 року з тхеквондо у ваговій категорії до 72 кг. У 2010 році він завоював срібну медаль на Азійських іграх 2010 року у категорії до 80 кг.
Несар знову був прапороносцем Афганістану на Олімпійських іграх у Лондоні у 2012 році, де він змагався у ваговій категорії до 80 кг. 10 серпня, отримавши травму ноги, він пройшов з попередніх змагань до чвертьфіналу, де зазнав поразки від Себастьяна Крісманіча з Аргентини. Коли Себастьян пройшов до матчу за золоту медаль, Несар перейшов до матчу за бронзу, де програв Мауро Сармієнто з Італії з рахунком 0–4.